# Горішний Олексій Леонідович
Олексій Леонідович Горі́шний (нар. 22 квітня 1983 (Черкаси)) — український спортсмен.

## Біографія
Народився 22 квітня 1983 року в м. Черкаси, Україна. Мати — письменниця Наталія Горішна.
У 2005 році закінчив факультет фізичної культури Черкаського національного університету ім. Богдана Хмельницького.

## Спортивні досягнення
Абсолютний чемпіон Європи з фітнесу.
Абсолютний чемпіон кубка Світу з фітнесу.
Абсолютний чемпіон кубка Світу з модельного фітнесу.
Бронзовий призер чемпіонату Світу з фітнесу.
Триразовий абсолютний чемпіон України з фітнесу.
Багаторазовий призер чемпіонатів і кубків України з фітнесу.
Член збірної України з фітнесу WBPF.